# 岐阜県道59号北野乙狩線

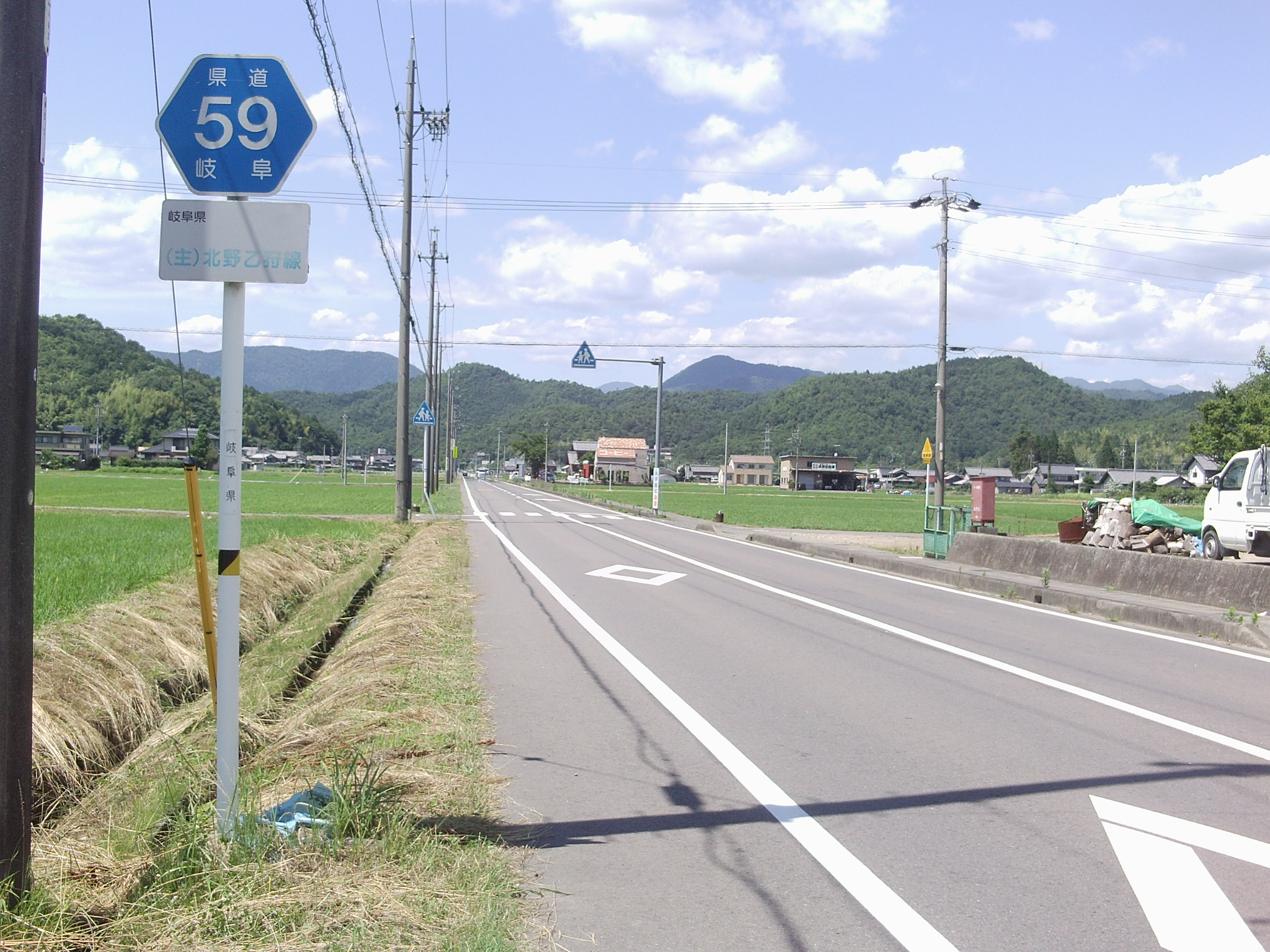
起点の北野西。

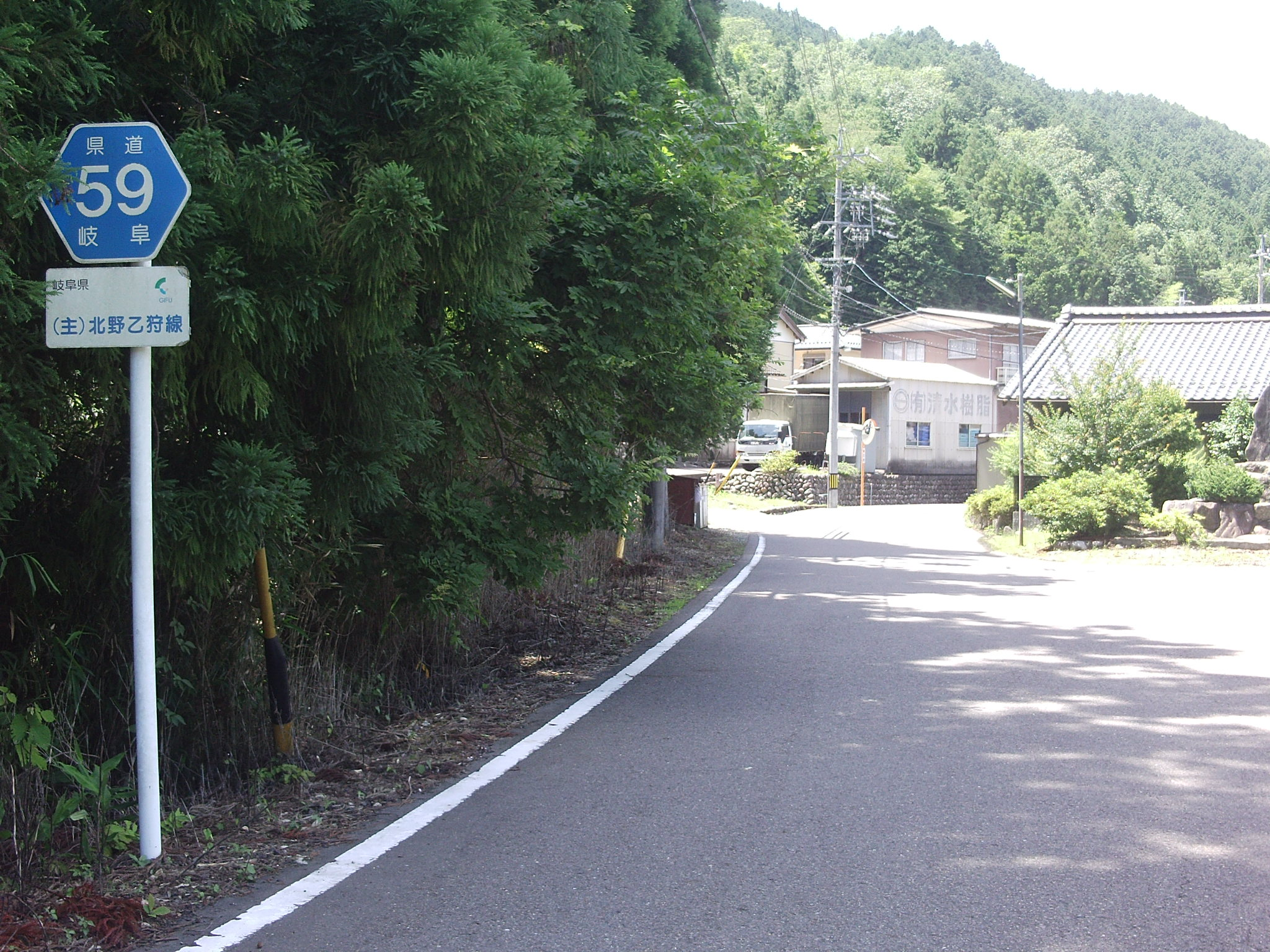
乙狩。

岐阜県道59号北野乙狩線（ぎふけんどう59ごう きたのおとがりせん）は、岐阜県岐阜市北野南から岐阜県美濃市乙狩岩鼻に至る主要地方道（岐阜県道）である。

## 概要
岐阜市北西部、三輪地区の岐阜県道93号川島三輪線を起点に、関市武芸川町を通り、坂の峠を越え、関市洞戸（旧洞戸村）をかすめて、美濃市乙狩の岐阜県道81号美濃洞戸線までを結んでいる。
途中関市武芸川町谷口には、寺尾ヶ原千本桜公園があり、県道59号沿い両側約2kmにわたって、2000本余りの桜並木が続き、壮麗な「桜のトンネル」をつくる。4月上旬から中旬にかけてが見頃。

### 路線データ
- 起点：岐阜県岐阜市北野南[2]（岐阜県道93号川島三輪線交点）
- 終点：岐阜県美濃市乙狩岩鼻（岐阜県道81号美濃洞戸線交点）
- 実延長：15.343km[1]

## 歴史
- 1994年（平成6年）4月1日：路線認定
  - かつて岐阜県道59号は主要地方道関根尾線で使用されていたが、1981年（昭和56年）4月30日に一般国道418号へ昇格され1982年（昭和57年）4月1日の第5次主要地方道指定から外されたたため1983年（昭和58年）1月28日に廃止され、以来11年余りは欠番になっていた。
- 2019年（平成31年）4月1日 - 区域および起点の変更。起点が岐阜市北野西の北野西交差点（岐阜県道93号川島三輪線旧道との交点）から延長され、同市北野南の北野南交差点（岐阜県道93号新道との交点）に変更される[2]。

## 路線状況

### 別名
- 長良川百日紅街道（岐阜市、山県市、美濃市）
- 寺尾千本桜街道（関市）

### 道路施設
- 上牧橋（板取川、美濃市乙狩）

## 地理
途中、武儀川（長良川支流）を渡る。坂の峠を越えると寺尾ヶ原千本桜の桜並木。終点直前で板取川（長良川支流）を渡る。

### 通過する自治体
- 岐阜県
  - 岐阜市
  - 関市
  - 美濃市

### 接続路線
- 岐阜県道93号川島三輪線（岐阜市 北野南交差点）
- C3 東海環状自動車道 岐阜三輪スマートIC（岐阜市北野北）
- 国道418号（関市 新桜橋交差点）
- 岐阜県道81号美濃洞戸線（美濃市乙狩）

### 周辺
- 岐阜ファミリーパーク（岐阜市山県北野）
- 岐北斎苑
- 関市立武芸小学校（関市武芸川町谷口）
- 乾徳山汾陽寺
- 寺尾ヶ原千本桜公園（関市武芸川町谷口）
- 関市立寺尾小学校（関市武芸川町谷口）

### 主な峠
- 坂の峠（関市）